# Aaron Ryder
Pour l’article homonyme, voir Ryder.
Aaron Ryder né à Boston, est un producteur américain de cinéma, c'est l'un des dirigeants de la société de production Newmarket Films.

## Biographie
Au début de sa carrière de producteur, Aaron Ryder a déclaré à propos du film Memento : c’est « peut-être le script le plus innovant que j’ai jamais vu ».

## Filmographie
- 2000 : Memento de Christopher Nolan (exécutif)
- 2001 : Le Mexicain de Gore Verbinski (exécutif)
- 2003 : Donnie Darko Richard Kelly (exécutif)
- 2003 : Détour mortel de Rob Schmidt (exécutif)
- 2006 : The TV Set de Jake Kasdan
- 2006 : The Prestige de Christopher Nolan
- 2009 : Ma mère, ses hommes et moi de Richard Loncraine
- 2011 : Sanctum d'Alister Grierson
- 2013 : Mud : Sur les rives du Mississippi de Jeff Nichols
- 2014 : Transcendence de Wally Pfister (exécutif)
- 2016 : Le Fondateur (The Founder) de John Lee Hancock
- 2017 : Redivider (Kill Switch) de Tim Smit
- 2018 : Ideal Home d'Andrew Fleming
- 2023 : Misanthrope (To Catch a Killer) de Damián Szifrón
- 2023 : Dumb Money de Craig Gillespie